# Club Atlético Rentistas
Actualités
Le Club Atlético Rentistas est un club uruguayen de football basé à Montevideo. 

## Historique
Le club est fondé le 26 mars 1933, dans le quartier Cerrito de la Victoria de Montevideo. En 1949, 1957 et 1963, le club est champion de troisième division. En 1971, Rentistas est champion de deuxième division et est promu en première division.
En 1973 et 1977, le club atteint la 5e place du championnat, son meilleur classement à cette époque, car en 1980 le club est relégué. Il faut attendre 1988 pour voir le club revenir dans l'élite, mais en 1992 le club est de nouveau relégué.
En 1996, Rentistas remporte son deuxième titre de champion de deuxième division, en 1998, le club termine à la deuxième place du tournoi de clôture, et avec une quatrième place en fin de saison dans le classement cumulé obtient le droit de participer à la Coupe CONMEBOL.
Le club fera plusieurs aller-retour entre la première et la deuxième division les années suivantes. En 2020, il revient en première division et fera une excellente campagne lors du tournoi d'ouverture, où il termine à égalité de points avec le Club Nacional, il faudra un match d'appui pour les départager. Rentistas remportera ce match dans la prolongation. Malheureusement lors du tournoi de clôture le club n'aura pas le même rendement et termine à la dernière place.

## Palmarès
- Championnat d'Uruguay :
  - Champion : 2020 (Ap)
- Championnat d'Uruguay de deuxième division :
  - Champion : 1988, 1996